# Скинхеды

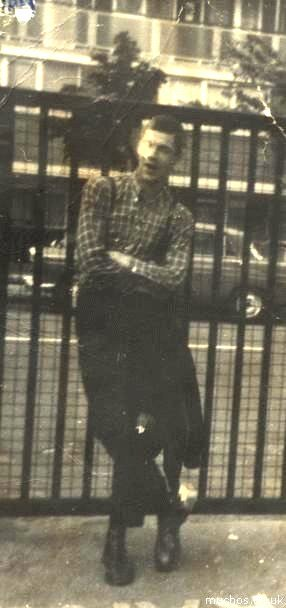
, бас-гитарист группы 4-Skins, в 1977 году

Скинхе́ды, разг. скины́ (англ. skinheads, от skin — кожа и head — голова) — собирательное название представителей молодёжной субкультуры, а также нескольких её ответвлений.

## История

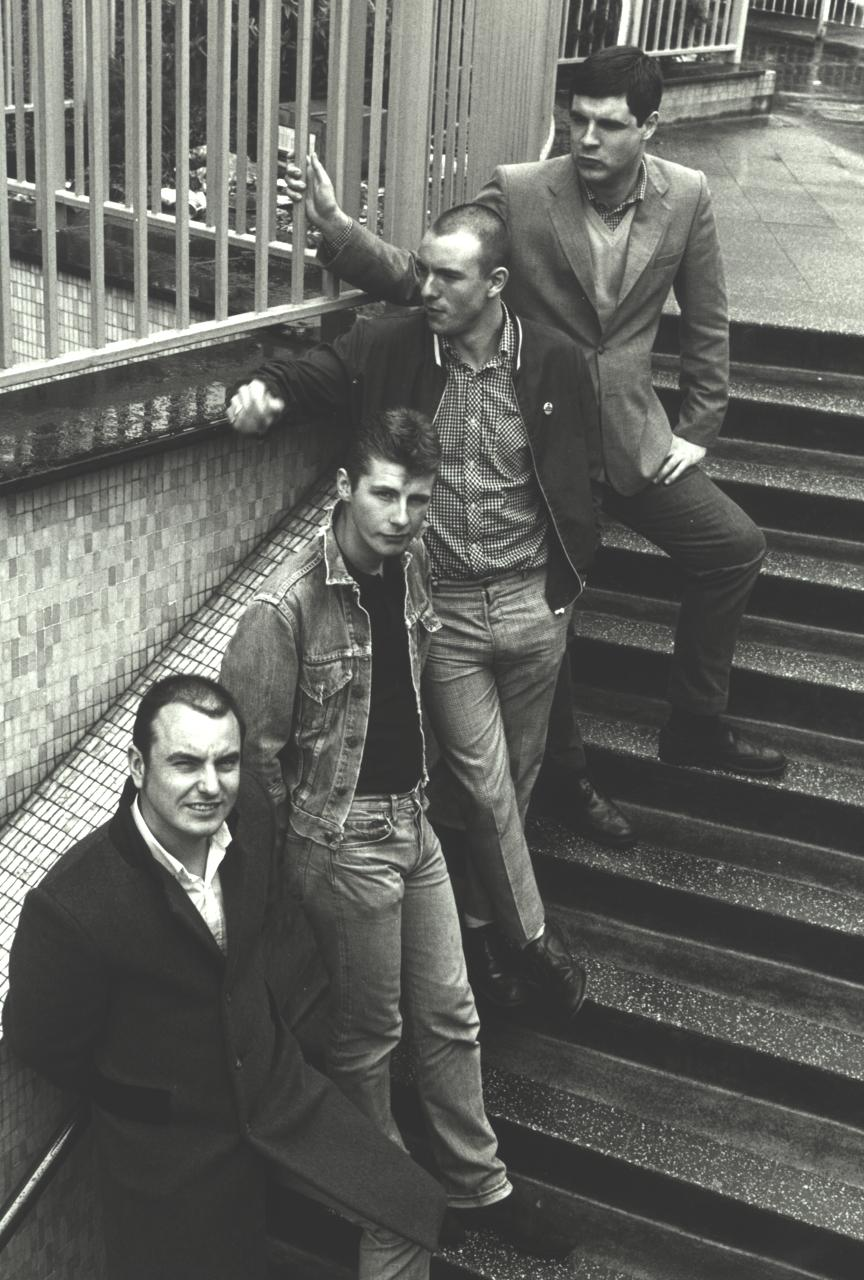
Скинхеды 1970-х гг.

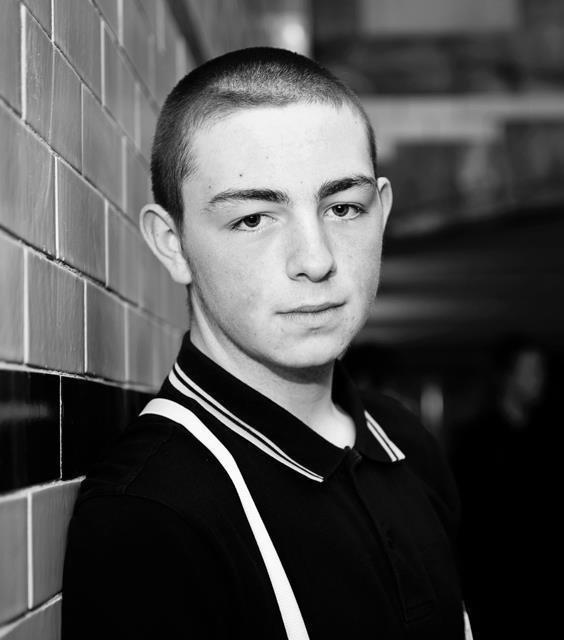
Скинхед (Великобритания)

Первые упоминания о скинхедах в прессе и музыке встречаются в Англии в конце 60-х годов XX века. Одним из первых названий субкультуры было «HardMods». Скинхеды 60-х годов имели общие черты стиля с субкультурой модов, а также с ямайскими рудбоями. Движение представляли выходцы из небогатых семей, которые выражали презрение к буржуазному обществу. В их субкультуре важное значение имела музыка, привезённая с Ямайки, такая как регги и ска, поэтому среди первых скинхедов встречались и темнокожие. Таким образом, расизм как составная часть идеологии отсутствовал у скинхедов первой волны. Они выражали неприязнь к выходцам из Пакистана, но скорее как к представителям «буржуазии», так как среди тех было много занимавшихся торговлей.
В 1970-х гг. скинхеды появляются и в США, где примерно до середины 1980-х гг. они не проявляли националистических тенденций.
Придерживаются различных политических взглядов.
Националистическое скин-движение начинает формироваться в Англии уже в конце 1970-х гг. В это время страна находилась в экономическом кризисе. В наиболее депрессивных регионах появилась субкультура «скинхедов второй волны», которая вращалась вокруг уличных драк. На фоне массового закрытия предприятий, безработицы и сокращения социальных пособий, ультраправые обвиняли в экономических проблемах мигрантов, особенно выходцев из Азии и Африки. Также националисты спонсировали создание музыкальных скин-клубов, где играли музыку с расистскими текстами. Ключевой фигурой у националистов-скинхедов стал музыкант-расист Ян Стюарт, который основал движение «Рок против коммунизма», группу Skrewdriver и сформировал из скинхедов организацию Blood and Honour. В начале 1980-х гг. Ян Стюарт налаживает связи с германскими праворадикалами и распространяет среди поклонников нацистскую символику и увлечение нордизмом.
В этот период проходят стычки между скинхедами первой и второй волны, однако пресса их освещает как «побоища между националистами-скинами». В итоге на основе «старых» скинхедов формируется движение «ред-скинз», ориентирующееся на левую идеологию, но перенявшее внешний вид «новых» скинхедов.
В 1980-х годах в Германии и других странах Европы, а также США, Канаде, Австралии возникает националистическое скин-движение и появляются «арийские» рок-группы, которые настраивают поклонников против мигрантов и пропагандируют гитлеризм под эвфемизмом «одинизм». В конце 1980-х — 1990-х годов наблюдается рост нападений и убийств на почве расовой ненависти в Европе и США. В странах Восточной Европы скин-движение приняло особенно жестокий и расистский характер. Жертвами в этих странах часто становятся цыгане.
Характерной особенностью националистов-скинхедов в ФРГ было их немедленное обращение к убийствам. Нападения совершались чаще всего на турок и курдов, при этом филиалы турецкой ультраправой ПНД игнорировались.
В свою очередь движение «красных» скинхедов также распространяется по некоторым странам Европы и США.
В СССР первые скинхеды заявляли о борьбе «с оккупационным режимом» и появились в Прибалтике , примерно в 1988 году. Они нередко гордились родственниками, которые воевали в СС. 

## Культура

### Внешний вид

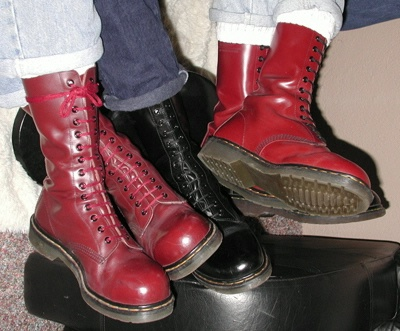
Ботинки Dr. Martens и джинсы Levi’s 501

Внешний вид скинхедов во многом повторяет внешний вид модов: свитеры, джинсы Levi's, классическое пальто Crombie и ботинки Dr. Martens, но кроме этого имеет и свои особенности. К основной внешности были добавлены: клетчатые рубашки, джинсовые куртки, тонкие подтяжки (последние стали своеобразной «визитной карточкой» стиля). Длинные куртки модов исчезли.
Этот стиль был назван «boots and braces»: «ботинки и подтяжки». Эта внешность упоминается в нескольких песнях 60-х годов, которые записывал ямайский исполнитель ска и регги Лорел Эйткен. Основные составляющие стиля (ботинки, джинсы, рубашка, подтяжки, короткая стрижка и так далее) упоминаются в песнях «Skinhead Jamboree» и «Skinhead Girl» регги-группы Symarip (англ. Symarip), записанных в 1969 году.
Группа Slade использовала внешний вид скинхедов первой волны в 1969 году (впоследствии Slade изменили свой внешний вид).
Эта внешность всё чаще появлялась на футбольных трибунах. Репортёр Йан Уолкер так описывает группу скинхедов на футбольном матче в 1968 году:

Все они были одеты в отбеленные джинсы Levi’s, ботинки Dr. Martens, короткие шарфы, завязанные на манер галстука; у всех были коротко стриженые волосы.
Оригинальный текст (англ.)They all wore bleached Levi's, Dr. Martens, a short scarf tied cravat style, cropped hair.

В 70-е годы стиль не претерпел значительных изменений. Элементы внешнего вида были показаны в книге «Skinhead» Ника Найта, изданной в 1982 году.
В 1991 году Джордж Маршалл издал книгу Spirit of '69 — A Skinhead Bible с более подробным описанием внешнего вида и подборкой фотографий. В 1994 году Гэвин Уотсон издал фотоальбом Skins с фотографиями жизни небольшого сообщества скинхедов из окружения Гэвина и его самого.

### Музыка

Группа Symarip, 1969 год

Ямайская музыка появилась в Англии вместе с первыми эмигрантами с Ямайки, в начале 1960-х. Впоследствии некоторые из них основали свои лейблы (Island Records, Pama Records и др.), печатавшие музыку со своей родины, что способствовало распространению ямайской музыки в начале 1960-х годов (официально издаваемая музыка могла попасть в хит-парады). Новой музыке из бывшей Британской колонии отдавали своё предпочтение моды, что впоследствии было перенято скинхедами.
Вслед за собственными лейблами, ямайские эмигранты начали записывать и издавать песни в Англии. Наиболее популярными среди скинхедов ямайскими исполнителями и продюсерами были Лорел Эйткен, Ллойд Террел, Рико Родригес, Джо Мансано (уроженец Тринидада), Роберт Томпсон и др. В конце 1960-х их имена часто встречались на пластинках, в качестве исполнителей и/или продюсеров.
Наиболее знаменитыми уроженцами с Ямайки, стала группа Symarip, записавшая реггей-треки, популярные среди скинхедов и по сей день. В начале своей карьеры группу поддержал Лорел Эйткен, помогший им подписать контракт с EMI. Для песни «Skinhead Moonstomp» Монтгомери Нейсмит, игравший в группе на органе, скопировал вступление из хита Сэма и Дейва «I Thank You», заменив только несколько слов.
Ещё одно свидетельство связи между ямайской музыкой и скинхедами — фильм Reggae Хораса Оува, содержащий короткие интервью со скинхедами и эмигрантской молодёжью, пришедшими на реггей фестиваль в Уэмбли 1970 года, а также кадры из клубов со скинхедами, танцующими вместе со своими и более старшим поколением.

## Русские скинхеды

### История и численность движения
В России скинхеды появились в начале 1990-х годов. В отличие от Западной Европы, российские скинхеды, как и в других странах Восточной Европы, относились практически только к националистам-скинхедам.
Александр Тарасов считает ключевыми причинами резкого роста движения скинхедов в России развал системы образования и воспитания, а также экономический спад и безработицу во время реформ 1990-х годов. Росту численности скинхедов также способствовала война в Чечне, сопутствующая ей неприязнь к выходцам с Кавказа и недостаточная активность правоохранительных органов в борьбе с праворадикальными организациями. По мнению Виктора Шнирельмана, на распространение расизма и «арийской идентичности» среди скинхедов в России также повлияла антикоммунистическая пропаганда и критика интернационализма в период «дикого капитализма» 1990-х, когда социал-дарвинизм и «стремление к героическому» способствовали популярности образов «сверхчеловека» и «высшей аристократической расы».
По данным на основе включённого наблюдения, осуществлявшегося в 1996—2008 годах адвокатом и исследователем С. В. Беликовым, первые «бритоголовые» появились в Москве в начале 1990-х годов, их число составляло не более нескольких десятков. В 1993—1994 годах численность скинхедов в Москве достигла 150—200 человек, в эти же годы первые группировки «бритоголовых» начали возникать в крупнейших городах России (Санкт-Петербурге, Ростове-на-Дону, Волгограде и Нижнем Новгороде). В 1995—1996 годах общая численность скинхедов в России превысила 1000 человек, а их субкультура и идеология стали заметны в среде правого политического экстремизма. В 1996—1998 произошёл скачок численности и организованности: в 1998 году в Москве насчитывалось около 20 организованных объединений, появились печатные издания, фирмы, удовлетворявшие спрос на скинхед-атрибутику, а также музыкальные скинхед-группы. В 1998—2000 годах возросшее внимание милиции и общества привело к спаду скин-движения, которое избавилось от случайных людей. В 2000—2004 годы отмечался новый подъём, который закончился к 2004 после усиления репрессивных и сдерживающих мер со стороны государства и проведения ряда «показательных» судебных процессов. В конце 1990-х — начале 2000-х годов московские бритоголовые собирались на Таганке и на ВДНХ, но в связи с ужесточением мер по противодействию экстремизму происходит рассредоточение скинхед-бригад по Москве и области. По оценкам Беликова, в 2002 году примерная численность скинхедов достигала 5 — 7 тысяч в Москве и около 2 тысяч в Санкт-Петербурге.
В 2024 году движение НС-скинхедов резко набрало популярность. Главным образом этому поспособствовала интернет-пропаганда и рост антимигрантских настроений, начавшийся после теракта в «Крокус Сити Холле». Неонацистские террористические организации, такие как М.К.У и NS/WP, активно используют социальные сети для набора сторонников среди молодёжи. Немалую роль на рост популярности движения также оказало совершенное 19 июля 2024 года убийство украинской националистки Ирины Фарион, организованное 18-летним сторонником NS/WP Вячеславом Федоровичем Зинченко.

### Половой и социальный состав
По состоянию на начало 2000-х годов в субкультуре преобладали парни; девушки в компании скинов, как правило, были подругами кого-то из участников компании и часто не имели отношения к движению. Женские скин-группы считались городской легендой, однако, по мнению С. В. Беликова, в 2000-х годах существовали, но были малочисленны и полностью находились под контролем мужских компаний. Социальный состав скинхедов, по оценке С. В. Беликова, менялся: в начале 1990-х годов среди них преобладали подростки 14—18 лет из неблагополучных семей «спальных районов», во второй половине десятилетия это студенты, представители советского среднего класса (квалифицированных рабочих, работников научно-исследовательских институтов, инженеров), потерявшие работу в связи с либеральными реформами, а также выходцы из семей, связанных с малым и средним бизнесом.

### Субкультура российских скинхедов
В начале 2000-х годов внешний вид российских скинхедов по описанию С. В. Беликова, был таким: чаще коротко стриженные волосы, чем «полированная голова», куртка («бомбер», «скутер» или джинсовая — в основном фирм Lee, Levi’s, Wrangler), футболка (со сценами насилия, на военную тематику и др.), популярны майки зелёной камуфляжной раскраски с нашитыми знаками и символами или с наколотыми значками, камуфляжной раскраски или чёрная жилетка, подтяжки, ремень с большой и привлекательной пряжкой (её иногда затачивали или наливали свинцом), джинсы (желательно фирм Lee, Levi’s, Wrangler) или камуфлированные штаны тёмных цветов, заправленные или подвёрнутые, нашивки (футбольная символика, военная и др.), тяжёлые ботинки (например, Dr. Martens, но в России часто обычные берцы). Атрибутом российских скинхедов была хромированная металлическая цепочка весом около 100—150 граммов, длиной около 60-80 см, которая крепилась в двух местах на боку джинсов для украшения и ближнего боя, наряду с такими украшениями, как браслет из мотоцепи и кулон из маховика запорного вентиля. Согласно популярной городской легенде, по цвету шнурков скинхеда можно было определить взгляды, приверженцем которых считал себя их скин-обладатель: чёрные — нейтральный, белые — расист, коричневые — неонацист, красные — коммунист или леворадикал, зелёные — экофашист, голубые — гей-скинхед.
Беликов выделил следующие типажи скинхедов: бойцы (солдаты), меломаны и музыканты, политики, «модники». Также он описал три выражения, присущие исключительно российским скинхедам: забриться (полностью побрить голову), гриндернутый (человек с гипертрофированной серьёзностью воспринимающий имидж и субкультуру бритоголовых), партиец (бритоголовый, поддерживающий тесное сотрудничество с ультраправым политическим объединением) и др.

## Различные направления движения
В настоящее время имеется несколько групп молодёжи, которые называют себя «скинхедами»:
- Традиционные скинхеды (англ. Traditional Skinheads) — возникли как реакция на появление прополитических ответвлений от первоначальной субкультуры. Следуют образу первых скинхедов — преданность субкультуре, память о корнях (семья, рабочий класс), аполитичность. Неофициальный лозунг — «Remember the Spirit of 69», так как считается, что в 1969 году движение скинхедов было на пике развития. Тесно связаны с музыкой ска и регги[источник не указан 221 день], а также с современной музыкой Oi!.
- Хардкор-скинхеды — ответвление скинхедов, которое в основном ассоциируется с хардкор-панк-сценой, а не Oi! и ска. Хардкор скинхеды стали распространёнными в конце первой волны хардкора. Они сохранили идеи своих предшественников.
- Бонхеды — появились в Англии в конце 1970-х. Придерживаются идеологий правого толка, националисты или расисты, некоторые выступают за идею расового сепаратизма и превосходства белой расы.
- S.H.A.R.P. (англ. Skinheads Against Racial Prejudices) — «Скинхеды против расовых предрассудков». Появились в Америке 1980-х как реакция на возникший в СМИ стереотип о том, что все скинхеды нацисты. Давали теле- и радио-интервью, где рассказывали об истинных ценностях и идеях скинхед-движения. Применяли силовые акции к НС-скинхедам.
- R.A.S.H. (англ. Red & Anarchist Skinheads) — «Красные» и анархо-скинхеды, унаследовавшие от «родного» рабочего класса идеи социализма, коммунизма, анархизма. Прополитичное движение.

## Предубеждения
В английском языке skinhead subculture — распространённое словосочетание, его часто можно встретить в фанзинах и на многочисленных Интернет-сайтах. В России под «скинхедами» подразумеваются асоциальные лица, как правило несовершеннолетние, безработные или агрессивно настроенные жители спальных районов, реже представители рабочего класса, использующие символику и когда это удобно — идеи НС-скинхедов для оправдания хулиганских действий. Также в официальном дискурсе средств массовой информации и государственных деятелей Российской Федерации слово скинхед используется в качестве ярлыка в рамках существующего явления социальной стигматизации, когда скинхедом объявляется каждый, кто совершил какое-либо преступление.